# Trofeo Indoor di Formula 1 1989
Il Trofeo Indoor di Formula 1 1989 fu la seconda edizione di questa manifestazione motoristica. Si tenne il 2 e 3 dicembre 1989, presso un circuito allestito all'interno del comprensorio fieristico di Bologna, quale evento del Motor Show. La vittoria venne conquistata dal pilota spagnolo Luis Pérez-Sala su Minardi-Ford Cosworth, che bissò così la vittoria della stagione precedente.

## Piloti e scuderie
Enrico Bertaggia e l'elvetico Andrea Chiesa rappresentarono l'Osella, mentre durante la stagione 1989 la casa piemontese aveva fatto gareggiare Nicola Larini e Piercarlo Ghinzani; Bertaggia aveva disputato le ultime sei gare del campionato di F1 1989 con la Coloni mentre Chiesa aveva corso in Formula 3000 col team Roni Motorsport.
La Minardi iscrisse i due piloti titolari della stagione in F1, Pierluigi Martini e lo spagnolo Luis Pérez-Sala, la stessa coppia nell'edizione 1988.
L'EuroBrun, che schierò in stagione Oscar Larrauri e Gregor Foitek, iscrisse Claudio Langes, che aveva firmato per correre col team nel 1990. La BMS Scuderia Italia, che utilizzava una vettura Dallara, venne rappresentata dal solo Andrea De Cesaris, uno dei piloti della stagione; l'altro, Alex Caffi, non prese  parte al Trofeo.
Infine la Coloni iscrisse il francese Pierre-Henri Raphanel, che aveva disputato le prime dieci gare del campionato di F1.

### Tabella riassuntiva
| Team                 | Costruttore | Telaio | Motore                   | Gomme | Piloti                |
| -------------------- | ----------- | ------ | ------------------------ | ----- | --------------------- |
| BMS Scuderia Italia  | Dallara     | 189    | Ford Cosworth DFR 3.5 V8 | P     | Andrea De Cesaris     |
| Coloni SpA           | Coloni      | C3     | Ford Cosworth DFR 3.5 V8 | G     | Pierre Henri Raphanel |
| EuroBrun             | EuroBrun    | ER189  | Judd CV 3.5 V8           | P     | Claudio Langes        |
| Osella Squadra Corse | Osella      | FA1/M  | Ford Cosworth DFR 3.5 V8 | P     | Enrico Bertaggia      |
| Osella Squadra Corse | Osella      | FA1/M  | Ford Cosworth DFR 3.5 V8 | P     | Andrea Chiesa         |
| Minardi Team SpA     | Minardi     | M189   | Ford Cosworth DFR 3.5 V8 | P     | Pierluigi Martini     |
| Minardi Team SpA     | Minardi     | M189   | Ford Cosworth DFR 3.5 V8 | P     | Luis Pérez-Sala       |

## Prove

### Risultati
| Pos | Pilota                | Costruttore           | Tempo       | Gap    |
| --- | --------------------- | --------------------- | ----------- | ------ |
| 1   | Andrea De Cesaris     | Dallara-Ford Cosworth | 52"15       |        |
| 2   | Pierluigi Martini     | Minardi-Ford Cosworth | 52"30       | + 0"15 |
| 3   | Luis Pérez-Sala       | Minardi-Ford Cosworth | 52"72       | + 0"57 |
| 4   | Enrico Bertaggia      | Osella-Ford Cosworth  | 53"63       | + 1"48 |
| 5   | Claudio Langes        | EuroBrun-Judd         | 54"03       | + 1"88 |
| 6   | Andrea Chiesa         | Osella-Ford Cosworth  | 54"14       | + 1"99 |
| 7   | Pierre Henri Raphanel | Coloni-Ford Cosworth  | senza tempo |        |

## Gara

### Resoconto
De Cesaris passò direttamente alle semifinali. Senza sorprese Perez-Sala, Bertaggia e Martini furono gli altri tre semifinalisti.
De Cesaris venne sconfitto da Perez-Sala così come Pierluigi Martini batté Enrico Bertaggia, facendo sì che la finale fosse una sfida tra due vetture della Minardi. Perez-Sala vinse la finale e si aggiudicò per la seconda volta il titolo.

### Risultati
|  | Quarti di finale    | Quarti di finale      | Quarti di finale  |                   |                  | Semifinali        | Semifinali        | Semifinali |  |  | Finale | Finale | Finale |  |
|  |                     |                       |                   |                   |                  |                   |                   |            |  |  |        |        |        |  |
|  |                     |                       |                   |                   |                  | Italia (bandiera) | Andrea De Cesaris |            |  |  |        |        |        |  |
|  |                     |                       |                   |                   |                  | Italia (bandiera) | Andrea De Cesaris |            |  |  |        |        |        |  |
|  |                     |                       | Spagna (bandiera) | Luis Pérez-Sala   |                  |                   |                   |            |  |  |        |        |        |  |
|  | Spagna (bandiera)   | Luis Pérez-Sala       | Spagna (bandiera) | Luis Pérez-Sala   |                  |                   |                   |            |  |  |        |        |        |  |
|  | Spagna (bandiera)   | Luis Pérez-Sala       |                   |                   |                  |                   |                   |            |  |  |        |        |        |  |
|  | Francia (bandiera)  | Pierre Henri Raphanel |                   |                   |                  |                   |                   |            |  |  |        |        |        |  |
|  | Francia (bandiera)  | Pierre Henri Raphanel | Luis Pérez-Sala   |                   |                  |                   |                   |            |  |  |        |        |        |  |
|  |                     |                       |                   |                   |                  |                   |                   |            |  |  |        |        |        |  |
|  |                     |                       | Pierluigi Martini |                   |                  |                   |                   |            |  |  |        |        |        |  |
|  | Italia (bandiera)   | Enrico Bertaggia      |                   |                   |                  |                   |                   |            |  |  |        |        |        |  |
|  | Italia (bandiera)   | Enrico Bertaggia      |                   |                   |                  |                   |                   |            |  |  |        |        |        |  |
|  | Italia (bandiera)   | Claudio Langes        |                   |                   |                  |                   |                   |            |  |  |        |        |        |  |
|  | Italia (bandiera)   | Claudio Langes        |                   | Italia (bandiera) | Enrico Bertaggia |                   |                   |            |  |  |        |        |        |  |
|  |                     |                       |                   | Italia (bandiera) | Enrico Bertaggia |                   |                   |            |  |  |        |        |        |  |
|  |                     |                       | Italia (bandiera) | Pierluigi Martini |                  |                   |                   |            |  |  |        |        |        |  |
|  | Italia (bandiera)   | Pierluigi Martini     | Italia (bandiera) | Pierluigi Martini |                  |                   |                   |            |  |  |        |        |        |  |
|  | Italia (bandiera)   | Pierluigi Martini     |                   |                   |                  |                   |                   |            |  |  |        |        |        |  |
|  | Svizzera (bandiera) | Andrea Chiesa         |                   |                   |                  |                   |                   |            |  |  |        |        |        |  |